# Jablonné v Podještědí
Jablonné v Podještědí (niem. Deutsch Gabel) − miasto w Czechach, w kraju libereckim. Według danych z 31 grudnia 2003 powierzchnia miasta wynosiła 5 784 ha, a liczba jego mieszkańców 3 699 osób.

## Demografia
| Rok             | 1970  | 1980  | 1991  | 2001  | 2003  |
| --------------- | ----- | ----- | ----- | ----- | ----- |
| Liczba ludności | 3 919 | 4 080 | 3 824 | 3 690 | 3 699 |

Źródło: Czeski Urząd Statystyczny